# نوآر دزیر
نوآر دزیر (فرانسوی: Noir Désir‎) نام یک گروه موسیقی راک فرانسوی بود که در دهه‌های ۱۹۸۰ و ۱۹۹۰ و اوایل ۲۰۰۰ میلادی فعال بودند. دو آلبوم از این گروه به گواهی پلاتین در فرانسه و سه آلبومشان به گواهی طلا در فرانسه دست یافت است.